# Stade Guido-Angelini
Le stade Guido-Angelini (en italien : stadio Guido Angelini), auparavant connu sous le nom de stade Marrucino (en italien : stadio Marrucino) et de stade Santa-Filomena (en italien : stadio Santa Filomena), est un stade de football italien situé à Santa Filomena, quartier de la ville de Chieti, dans les Abruzzes.
Le stade, doté de 12 750 places et inauguré en 1970, sert d'enceinte à domicile à l'équipe de football du Chieti Football Club 1922, ainsi qu'à l'équipe d'athlétisme des Runners Chieti.
Il porte le nom de Guido Angelini, le président historique du Chieti Calcio.

## Histoire
Les travaux du stade, situé dans la partie basse de la ville, débutent en 1969 pour s'achever un an plus tard. Il est inauguré sous le nom de stade Marrucino (en italien : stadio Marrucino) lors d'un match amical entre les locaux du Chieti Calcio et l'AC Milan (match arbitré par le Concetto Lo Bello).
Le stade est situé dans un centre sportif du quartier de Santa Filomena où se trouvent plusieurs arènes couvertes, construites pour le volley-ball, le basket-ball, le futsal, le handball et un terrain en herbe qui accueille des sports tels que le rugby, le baseball et un terrain d'entraînement pour le Chieti Calcio.
Après des rénovations en 2005, le stade ajoute une tribune, un nouveau virage nommée Ezio Volpi, qui abrite les supporters locaux.
Lors des Jeux méditerranéens de 2009 à Pescara, des matchs de football sont joués au stade.

## Événements

### Matchs internationaux de football
| Date            | Compétition                | Équipes                           | Score | Affluence |
| --------------- | -------------------------- | --------------------------------- | ----- | --------- |
| 5 décembre 1990 | Match amical               | Italie espoirs — Roumanie espoirs | 3-1   | —         |
| 12 octobre 2007 | Qualifs. Euro espoirs 2009 | Italie espoirs — Croatie espoirs  | 2-0   | —         |

### Matchs internationaux de rugby à XV
| Date          | Compétition         | Équipes                         | Score | Affluence |
| ------------- | ------------------- | ------------------------------- | ----- | --------- |
| 20 mars 2009, | Six Nations -20 ans | Italie -20 ans — France -20 ans | 10-43 | —         |

## Galerie

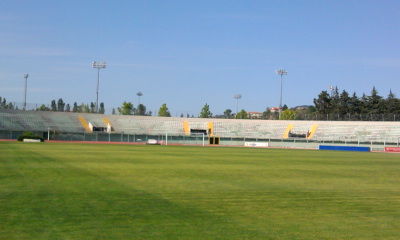
Vue du virage « Volpi »